# Bołdury

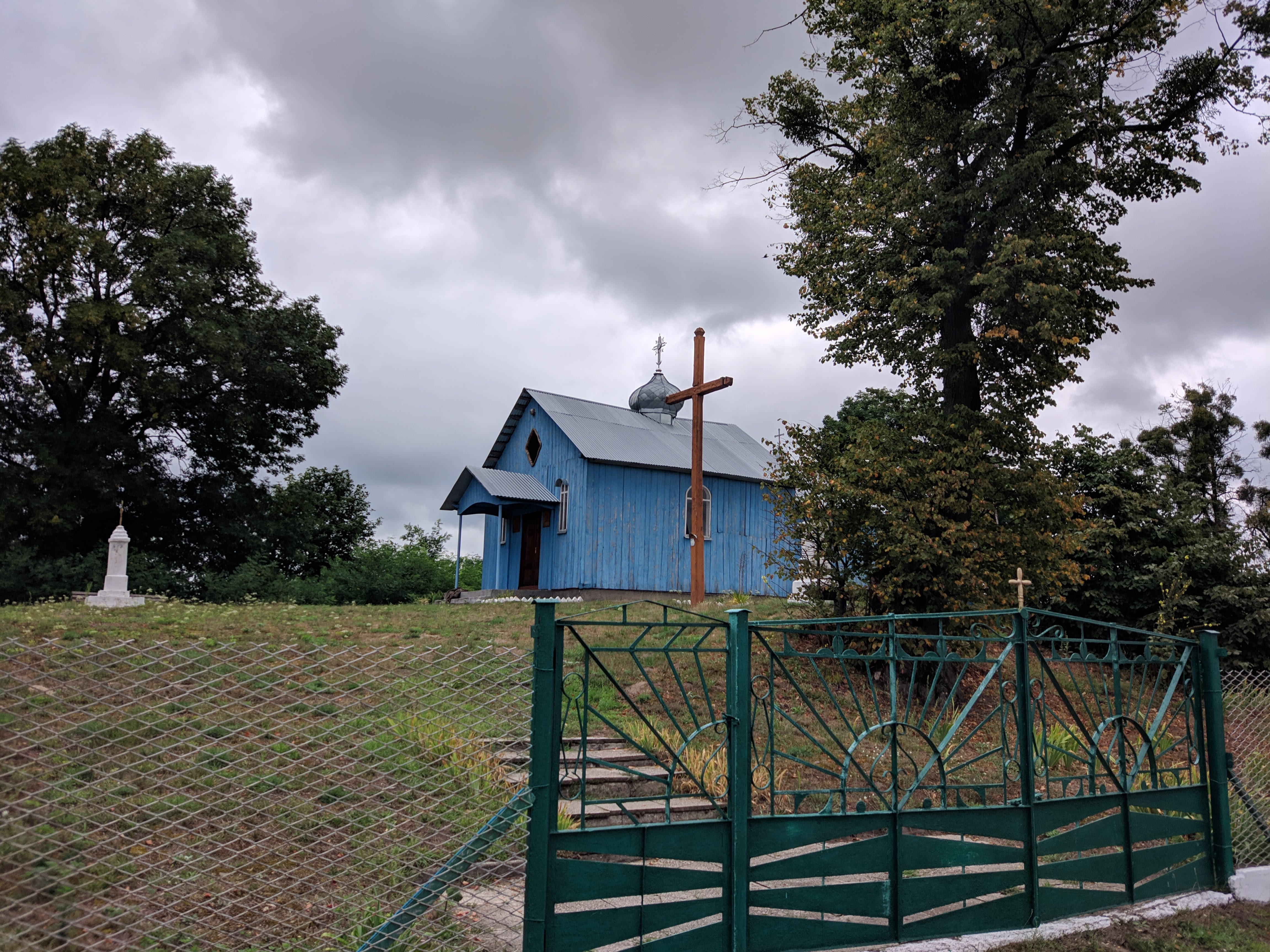
Kościół wstawiennictwa Najświętszej Bogurodzicy w Bołdurach

Bołdury (ukr. Бо́вдури) – wieś na Ukrainie w rejonie złoczowskim należącym do obwodu lwowskiego.
Do 2020 w rejonie brodzkim. 

## Położenie
Na podstawie Słownika geograficznego Królestwa Polskiego i innych krajów słowiańskich: Bołdury to wieś w powiecie brodzkim, 1½ mili na północny zachód od Brodów.